# Four Out of Five
Four Out of Five is een nummer van de Britse indierockband Arctic Monkeys uit 2018. Het is de eerste single van hun zesde studioalbum Tranquility Base Hotel & Casino.
In de tekst van "Four Out of Five" beklaagt zanger Alex Turner zich over zijn frustraties met cijfers, beoordelingen, marketingtrucjes en druk van buitenaf. Het nummer, dat vergeleken wordt met het werk van David Bowie, flopte in Nederland maar werd wel een bescheiden hit op de Britse eilanden en in België. In het Verenigd Koninkrijk bereikte het de 18e positie, en in de Vlaamse Ultratop 50 de 45e.